# Heisdorf
Heisdorf (en luxemburguès: Heeschdrëf) és una vila de la comuna de Steinsel del districte de Luxemburg al cantó de Luxemburg. Està a uns 6,4 km de distància de la Ciutat de Luxemburg.